# Venda (langue)
Pour les articles homonymes, voir Venda (homonymie).
Le venda (autonyme : tshivenḓa) est une langue bantoue parlée par les populations vendas en Afrique du Sud et au Zimbabwe.

## Nom
Cette langue est également appelée chivenda ou luvenda en Afrique du Sud et cevenda, chivenda, luvenḓa ou tshivenḓa au Zimbabwe.

## Utilisation
La langue est parlée par 2 910 000 personnes en Afrique du Sud, principalement dans la province du Limpopo et par 91 400 personnes au Zimbabwe en 2012, dans les districts de Beitbridge, Bulilimamangwe et Gwanda de la province du Matabeleland méridional, ainsi que dans le district de Mberengwa de la province des Midlands.

## Reconnaissance légale
Le venda est reconnu comme langue nationale officielle dans l'article 6, paragraphe 1 de la Constitution de l'Afrique du Sud de 1996 et également comme langue provinciale officielle dans la province du Limpopo dans la section 4 paragraphe 1 de la loi sur l'usage des langues officielles no 12.
C'est également une langue officielle au Zimbabwe, reconnue dans le chapitre 6, paragraphe 1 de la Constitution de 2013.

## Dialectes
Il existe les dialectes suivants en Afrique du Sud : phani, tavha-tsindi, ilafuri (venda de l'Ouest), manda (venda central), guvhu, mbedzi (venda de l'Est), lembetu et ronga (venda du Sud-Est). Seuls les deux premiers semblent être parlés au Zimbabwe,.

## Écriture
Le venda est écrit avec un alphabet latin étendu. Il possède plusieurs lettres avec diacritiques et des digrammes et trigrammes sont aussi utilisés pour transcrire certains phonèmes.
Les premiers ouvrages écrits en venda sont publiés par les missionnaires luthériens allemands au début du XXe siècle. Theodor  Schwellnus a écrit le premier livre en venda, Ndede ya luambo lwa Tshivenḓa, publié en 1913. Schwellnus et son frère Paul Erdmann Schwellnus ont étudié le venda et travaillé avec Carl Meinhof. Leur orthographe, dérivée du système Meinhof-Lepsius, a servi de base aux ouvrages venda qui l’ont suivi. Paul Erdmann Schwellnus publie la Bible en venda en 1938 ainsi que plusieurs ouvrages dont un syllabaire venda.
L’alphabet est standardisé en 1962 lorsque le département de l’Éducation bantoue publie une terminologie et liste orthographique. Celles-ci sont révisées et publiées en 1980 par le département de l’Éducation et de la Formation.
Le Comité linguistique pan-sud-africain publie le Spelling and orthography rules en 2005 et Milayo ya  Kupeleṱele  Na  Kuṅwalele  kwa  Tshivenḓa en 2008, tous deux définissant l’orthographe actuelle.
Le h est utilisé pour composer les digrammes des consonnes aspirées : kh, ph, th et ṱh ; et pour composer les digrammes des consonnes bilabiales : fh, vh.
Les lettres c, j et q ne sont utilisées que dans des mots d’emprunt.
| majuscules | A | B | C | D | Ḓ | E | F | G | H | I | J | K | L | Ḽ | M | N | Ṋ | Ṅ | O | P | Q | R | S | T | Ṱ | U | V | W | X | Y | Z |
| minuscules | a | b | c | d | ḓ | e | f | g | h | i | j | k | l | ḽ | m | n | ṋ | ṅ | o | p | q | r | s | t | ṱ | u | v | w | x | y | z |